# اونکس، سوئیس
شهر اونکس  در ایالت ژنو در کشور سوئیس واقع شده‌است که ۱۶٬۵۰۰ نفر جمعیت دارد.